# Newsreader (Usenet)
Ein Newsreader (auch Newsclient oder NUA für news user agent) ist ein Computerprogramm zum Lesen und Schreiben von Nachrichten in Newsgroups des Usenets.
Die Newsreader-Programme (z. B. Mozilla Thunderbird) müssen meist zuerst auf dem Rechner installiert werden. Als Alternative zum Newsreader existieren für die Teilnahme am Usenet auch Webschnittstellen wie etwa Google Groups. Der Vorteil solcher Webschnittstellen ist ein geringerer Anfangsaufwand bei der Installation und beim Lernen des Umgangs, ein Nachteil die oft eingeschränkte Funktionalität.

## Funktionalität
In diesem Abschnitt werden die wichtigsten Aspekte eines Newsreaders erläutert.

### Server-Kommunikation
Newsreader können meist mit einem oder mehreren Newsservern Daten austauschen. Dabei handelt es sich um Rechner im Netz, die fremde Artikel bereitstellen und eigene Artikel weiterleiten. Das am häufigsten verwendete Protokoll ist dabei NNTP. Bei der Inbetriebnahme eines Newsreaders gibt der Benutzer entsprechende Zugangsdaten (Server-Hostname, Port, Benutzerkennung und Passwort) an, lädt sich die Liste der verfügbaren Gruppen herunter und wählt daraus diejenigen Gruppen aus, an denen er teilnehmen möchte.
Der Benutzer kann sich dann Artikeldaten in diesen Gruppen herunterladen, und zwar
- entweder vollständige Artikel
- oder nur deren Kopf (Header), also Informationen über den eigentlichen Artikeltext (Körper bzw. Body).

### Datenspeicherung
Je nach Newsreader werden Artikeldaten lokal zwischengespeichert oder stets vom Server gelesen. Die lokale Speicherung erfordert mehr Speicherplatz aufseiten des Benutzers, lässt aber auch den Offline-Betrieb zu, um Online-Kosten zu minimieren. Oft ist im Offline-Betrieb auch ein schnelleres Arbeiten möglich, und in Artikeln kann eine Volltextsuche angeboten werden.
Außerdem kann der Newsreader speichern, welche Artikel der Benutzer schon gelesen hat.

### Benutzeroberfläche
Es gibt sowohl Newsreader für den Textmodus als auch solche für den Grafikmodus. Typischerweise bietet ein Newsreader die Möglichkeit zur Anzeige von und Navigation in
- der Liste abonnierter Gruppen,
- der Artikelübersicht für eine Gruppe und
- einem einzelnen Artikel.

Die Artikelübersicht einer Gruppe bietet meist eine Baumansicht, in der Threads visualisiert werden, also logisch zusammengehörende Artikel (Originalartikel und beliebig tief verschachtelte Antwortartikel).

### Schreiben von Artikeln
Je nach Newsreader wird das Schreiben von neuen Artikeln in einem internen oder externen Texteditor ermöglicht. Anschließend wird der Artikel sofort oder bei der nächsten Online-Verbindung an den Server versendet, damit dieser ihn unmittelbar an die ihm bekannten Server und mittelbar an alle anderen Leser der Gruppen weitergibt, in die dieser Artikel gesetzt wurde.

### Binärdaten
Newsreader für binäre Gruppen sind zudem in der Lage, die oft in viele Einzelartikel zerteilten und mit Verfahren wie yEnc kodierten Binärdateien zu laden. Zudem ist der umgekehrte Vorgang möglich, d. h. das Zerteilen von Binärdateien, ihre Kodierung und das Versenden in entsprechende Gruppen.

## Geschichte
Die ersten Newsreader (z. B. readnews) waren zeilenorientiert.
vnews von Kenneth Almquist war wohl der erste seitenorientierte Newsreader. 
Seine Bedienung war sehr an die von readnews angelehnt, aber auch notes beeinflusste das Programm. 
Mit rn von Larry Wall wurde 1984 ein weiterer seitenorientierter Newsreader veröffentlicht. rn hat eine ganze Reihe von nachfolgenden Newsreadern inspiriert wie z. B. trn von Wayne Davison, xrn von Rick Spickelmier oder 1994 slrn von John E. Davis.
Kim F. Storm schrieb ebenfalls 1984 nn, einen der wenigen Newsreader, die nicht von readnews bzw. vnews abstammen oder beeinflusst wurden. Auch tass von Rich Skrentas basiert eher auf notes als auf readnews; er diente Iain Lea 1991 als Ausgangsbasis für tin.
Nach einer Reihe diverser Entwicklungen bei Newsreadern schrieb Ron Newman 1994 ein Dokument, das die minimalen Anforderungen an einen Newsreader beschreibt. Aus diesem Dokument wurde später das Good Net-Keeping Seal of Approval. Mittlerweile ist daraus ein Testformular entstanden, mittels dessen diverse Clients auf ihre „Tauglichkeit“ geprüft werden können.